# Смерть и похороны Иосипа Броза Тито

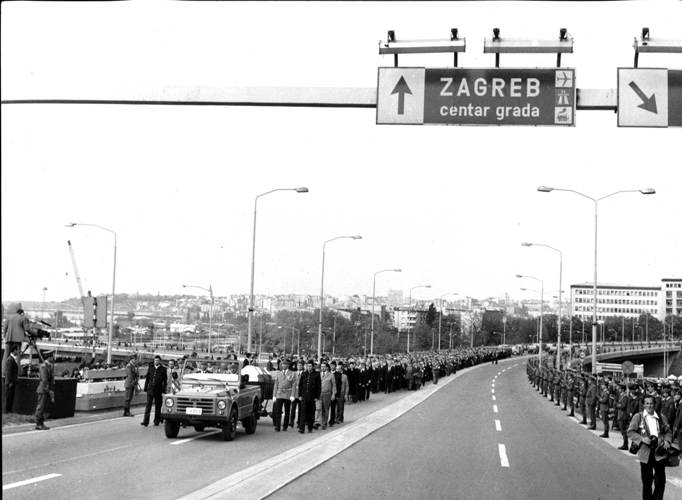
Похороны Иосипа Броза Тито

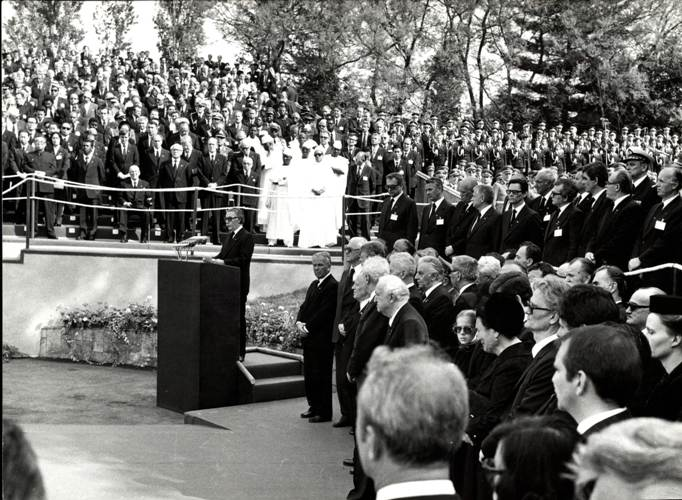
Похороны Иосипа Броза Тито

Смерть Иосипа Броза Тито, первого и единственного Президента СФРЮ и генерального секретаря ЦК СКЮ, произошла 4 мая 1980 года. Это был переломный момент в истории Югославии: после многолетнего правления Тито власть перешла к коллективному руководству в лице Президиума СФРЮ. Историками это событие рассматривается в качестве предпосылки к распаду Югославии, так как дальнейшие события достаточно быстро продемонстрировали неспособность нового коллективного руководства решать экономические проблемы и удержать страну от конфликтов на национальной почве.
7 мая 1980 года Тито исполнилось бы 88 лет. Похороны Тито состоялись 8 мая 1980 года в Белграде: на них присутствовали 211 делегатов из 128 стран мира. Эти похороны являются одними из известнейших похорон мировых лидеров в истории. Иосип Броз Тито похоронен в своей зимней резиденции «Дом цветов». Могилу Тито посетили более 17 миллионов человек.

## Болезнь
Самочувствие Тито ухудшилось серьёзно в 1979 году. Одной из причин болезни стало длительное курение. Тогда он участвовал в работе Шестой конференции Движения неприсоединения в Гаване, а новогоднюю ночь провёл в своей резиденции в Караджорджево (община Бачка-Паланка). Выступая с новогодним обращением по Югославскому телевидению, Тито обращался с поздравлением к народу не стоя, как обычно, а сидя. 3 января 1980 года Тито был госпитализирован в клинический центр Любляны для проверки кровеносных сосудов в ногах. Артериография показала закупоривание артерий в области бедёр и голени, но при этом самочувствие президента страны оставалось удовлетворительным, и 5 января Тито был выписан с рекомендацией дальнейшего интенсивного лечения.
Был собран консилиум врачей, на которых присутствовали доктора медицинских наук. Среди них были восемь югославских врачей: Богдан Брецель, Миолюб Кичич, Миро Кошак, Йован Ристич, Джордже Попович, Станислав Махкота, Предраг Лалевич и Иво Обрез. На помощь им поспешили американский профессор медицины Майкл Дебейки и советский специалист по сосудистой хирургии, доктор медицинских наук, профессор Марат Князев. На консилиуме приняли решение: необходимо срочное хирургическое вмешательство, чтобы не допустить прогрессирования болезни. Тито сначала отказывался, но потом согласился и даже организовал обед для делегации врачей. На обеде присутствовал Душан Драгосавац, заместитель председателя ЦК Союза коммунистов Югославии. В операции был задействован ряд докторов медицинских наук — консультанты Людвиг Равник, Йоже Хиндешек, Чедомир Крстич и Радо Кведер, а также личные врачи Иосипа Броза Звонимир Дитрих, Радослав Джорджевич, Светислав Челикич, Дамир Хранилович, Младен Радмилович и Миломир Станкович.
Дебейки и Князев посоветовали наладить артериальный баланс в левой ноге, чтобы предотвратить её ампутацию. Первая операция на сосудах левой ноги состоялась в ночь с 12 на 13 января в отделении сердечно-сосудистой хирургии клинического центра Любляны. Спустя несколько часов после операции неожиданно остановилось кровообращение в левой ноге, что привело к отмиранию тканей. 20 января Тито ампутировали левую ногу. После второй операции состояние временно улучшилось, а 28 января Броз был переведён из отделения сердечно-сосудистой хирургии в обычную палату. В конце января — начале февраля маршал Тито продолжал исполнять свои обязанности: специально для этого была построена Вилла Срна недалеко от Моровича.
В ночь с 9 на 10 февраля резко ухудшилось состояние почек и обнаружилось расстройство пищеварения. 11 февраля были выявлены признаки сердечной недостаточности. Состояние больного стало тяжёлым: отказ почек в ночь с 13 на 14 февраля вынудил врачей срочно прибегнуть к гемодиализу. В конце февраля Тито перенёс пневмонию: высокая температура и кровотечение в желудке, кишечнике и лёгких ещё и привели к сепсису, который усиливался в течение марта. В апреле Тито перенёс шок и впал в кому из-за повреждения печени и последующей желтухи.
Во второй и третьей декадах февраля состояние здоровья классифицировалось как тяжёлое, с 9 марта — очень тяжёлое, с 18 апреля — крайне тяжёлое, 22 апреля — критическое с шоком и комой. Утром 4 мая врачи зафиксировали ярко выраженную сердечно-сосудистую недостаточность и слабую работу сердца.

## Подготовка к трансляции похорон
5 января 1980 года в здание Союзного исполнительного вече прибыли диктор Белградского телевидения Милан Вукос, главный редактор Душан Митевич и режиссёр Мома Мартинович на разговор с заместителем председателя вече Драголюба Ставрева. Встреча проходила около полуночи в строжайшей секретности. Ставрев сообщил, что не в курсе ситуации с маршалом Тито и призвал их подготовить сообщение и план похорон в случае, если Иосип Броз всё-таки умрёт. План получил кодовое название «День Д + 4» и расшифровывался следующим образом: в течение четырёх дней с момента смерти Тито необходимо будет проработать план церемонии прощания и похорон до мельчайших деталей. Церемония должна была состояться в Доме цветов, в зимнем саду, входившем в состав виллы в доме 15 на улице Ужицкой. Государственное телевидение никогда не попадало на эту территорию ранее: расстановку камер координировало руководство Югославской народной армии.
Момо Мартинович по распоряжению Милана Вукоса был назначен режиссёром трансляции похорон и составил план: журналистам выделяли 10 автомобилей и 39 телекамер для освещения похорон. После предоставления плана генеральный директор созвал всех лучших режиссёров югославского телевидения на закрытое заседание и сообщил им информацию от Исполнительного вече. Команда просматривала видеозаписи похорон Уинстона Черчилля, Джона Фицджеральда Кеннеди и других известных политиков. Боривое Миркович, директор второй программы Белградского телевидения, даже получил видеозапись похорон Луиса Маунтбеттена от Би-би-си: эта церемония была названа одной из лучших, и по ней стали готовить план похорон Тито. Миодраг Здравкович получил распоряжение: зачитать сообщение ЦК Союза коммунистов Югославии о смерти Тито. Однако план хранился в строгой тайне вплоть до последнего дня жизни Тито.

## 4—8 мая

### Смерть
4 мая 1980 года, в воскресенье в 15:05 по белградскому времени в клинике сердечно-сосудистых заболеваний клинического центра в Любляне, за три дня до своего 88-летия, Иосип Броз Тито скончался, не перенеся последствий операции и не выйдя из комы. В 18:00 состоялось внеочередное заседание Президиума СФРЮ и ЦК Союза коммунистов Югославии, на котором было составлено заявление о кончине Президента СФРЮ и главы Союза коммунистов Югославии. Согласно Конституции СФРЮ, было принято решение: исполняющим обязанности главы Президиума и главы государства был назначен Лазар Колишевский, действовавший заместитель главы Президиума. Заместителем главы Президиума был назначен Цвиетин Миятович, представитель СР Боснии и Герцеговины. Председателем Президиума ЦК СКЮ был назначен, согласно Статуту СКЮ, Стеван Дороньский. Заседание Союзного исполнительного вече объявило в стране семидневный национальный траур.

### Траур
4 мая 1980 года вечером телевещание было прервано на 30 секунд, а экраны в телевизорах стали чёрными. Миодраг Здравкович, главный диктор Белградского телевидения, зачитал следующий текст:

Умер товарищ Тито. Об этом вечером сообщили Центральный комитет Союза коммунистов Югославии и Президиум Социалистической Федеративной Республики Югославии рабочему классу, трудящимся и гражданам, народам и национальностям Социалистической Федеративной Республики Югославии.
Оригинальный текст (серб.)Умро је друг Тито. То су вечерас саопштили Централни комитет Савеза комуниста Југославије и Председништво Социјалистичке Федеративне Републике Југославије, радничкој класи, радним људима и грађанима, народима и народностима Социјалистичке Федеративне Републике Југославије.

После этого краткого сообщения Президиум СФРЮ и Президиум ЦК СКЮ сообщили в объединённом заявлении:

Сильная боль и глубокая печаль потрясли рабочий класс, всех трудящихся и граждан СФР Югославии, каждого из наших людей, рабочего, интеллектуала, пионера, солдата, мать и девушку… Всю свою жизнь Тито был борцом за интересы и исторические цели рабочего класса и всех трудящихся, за благороднейшие идеалы и устремления наших народов и национальностей. Тито — наш самый дорогой друг. Семь десятилетий он горел в революционном рабочем движении. Шесть десятилетий укреплял ряды югославских коммунистов. Более четырёх десятилетий он исполнял самым достойным образом самую важную обязанность в нашей Партии. Был героическим лидером в великой народно-освободительной борьбе и социалистической революции. Три с половиной десятилетия он стоял во главе нашего социалистического государства и вёл нашу землю и нашу борьбу за новое человеческое общество в мировой истории, выражая себя и подтверждая себя как наша крупнейшая историческая личность.
Оригинальный текст (серб.)Тешка бол и дубока туга потреса радничку класу, све радне људе и грађане СФР Југославије, сваког нашег човека, радника, интелектуалца, пионира, војника, мајку и девојку... Читав људски век Тито је борац за интересе и историјске циљеве радничке класе и свих радних људи, за најплеменитије идеале и тежње наших народа и народности. Тито је наш најдражи друг. Седам деценија горео је у револуционарном радничком покрету. Шест деценија јачао је редове југословенских комуниста. Више од четири деценије вршио је на најдостојнији начин најодговорнију дужност у нашој Партији. Био је херојски вођа у великој народноослободилачкој борби и социјалистичкој револуцији. Три и по деценије стајао је на челу наше социјалистичке државе и увео нашу земљу и нашу борбу за ново људско друштво у светску историју, исказајући се и потврђујући и сам као наша највећа историјска личност.

Сообщение было передано около 18:50 сразу же после заседания высшего государственного руководства по телевидению и радио, а поздним вечером уже появилось во всех печатных изданиях.
Днём государственное телевидение транслировало футбольные матчи чемпионата Югославии. Вечером должно было состояться дерби в Сплите между командами «Хайдук» (Сплит) и «Црвена Звезда» (Белград), которое собирались транслировать в эфире по национальному телевидению. На 41-й минуте матча три человека вышли на поле и призвали судью остановить встречу. Градоначальник Сплита Анте Скатаретико, взяв микрофон, сообщил стадиону о смерти Тито. Новость стала шоком для зрителей, игроков и судей: кто-то из игроков (такие, как Златко Вуйович), даже сел на траву, разрыдавшись. После сообщения игроки и судьи собрались в центре поля, чтобы почтить память вождя. После того, как официальный диктор стадиона произнёс «Пусть он покоится с миром», целый стадион (50 тысяч болельщиков) начал петь песню со словами: «Товарищ Тито, мы тебе клянёмся, что никогда не свернём с твоего пути» (серб. Друже Тито ми ти се кунемо, да са твог пута никад не скренемо). Матч был доигран чуть позже.

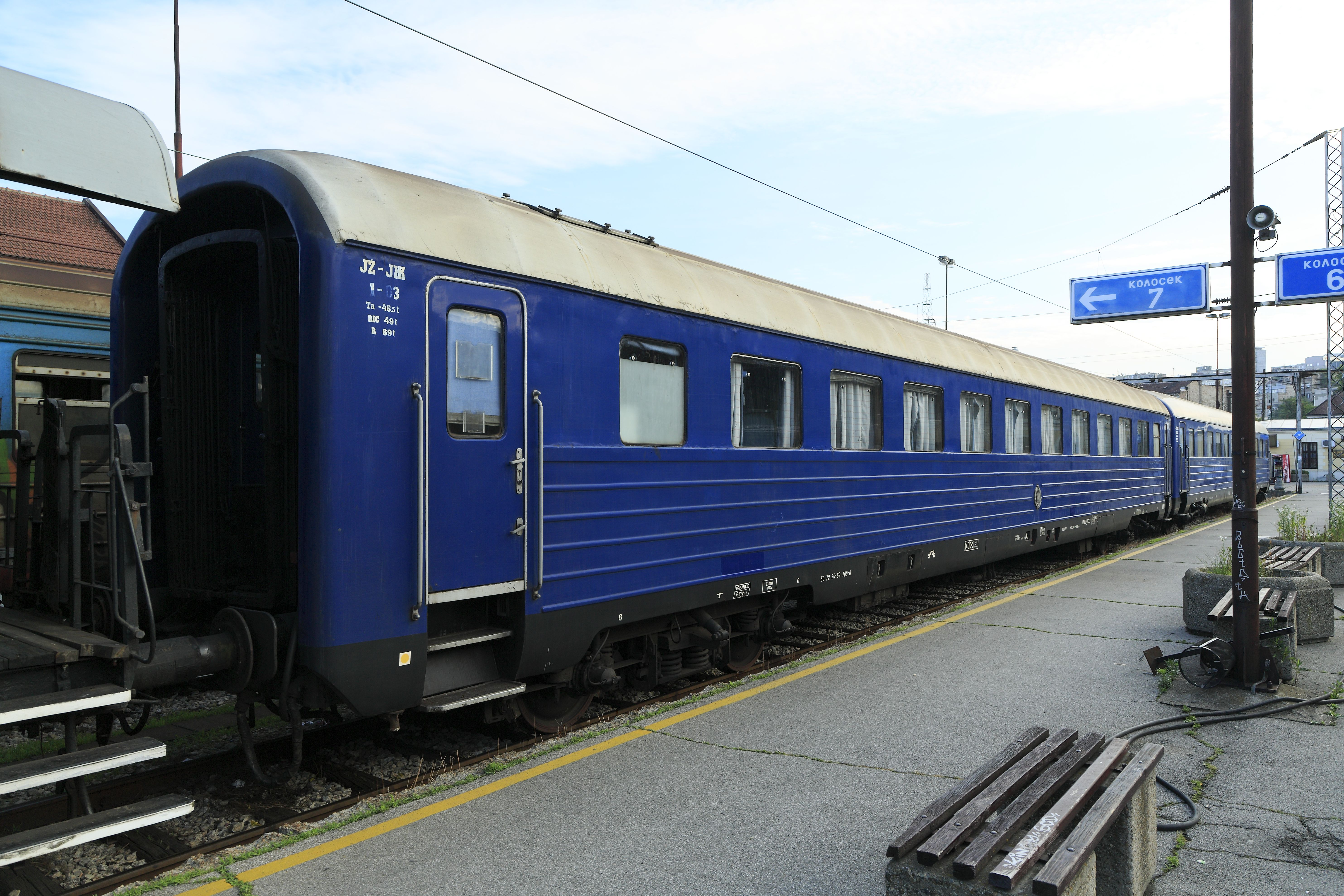
«Синий поезд»

5 мая на «Синем поезде» из Любляны в Белград прибыл гроб с телом Иосипа Броза Тито и был размещён в парадной комнате Скупщины Югославии, где все государственные чиновники и простые граждане собирались, чтобы проститься с вождём Югославии. Гражданская панихида организовывалась рабочими организациями: все их члены обязаны были прибыть на панихиду. Некоторые люди ждали по 15 часов, чтоб попасть в здание. Кому-то из граждан становилось плохо, но медицинские бригады дежурили круглосуточно и немедленно отправляли больных в госпиталь.
7 мая более 200 иностранных делегаций прибыло в здание союзного парламента, чтобы проститься с маршалом. Панихида закончилась 8 мая в 8:00 утра.

## Похороны

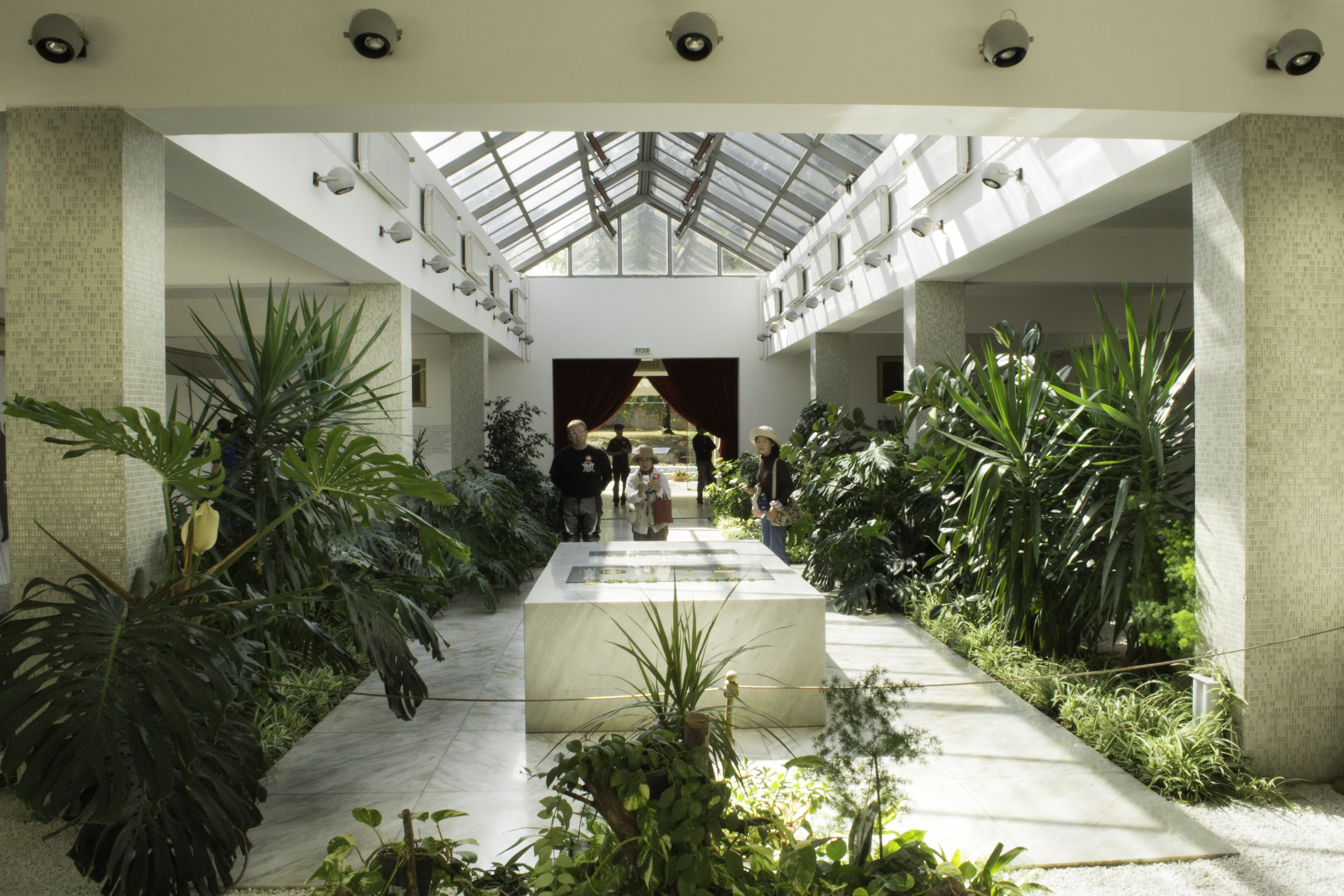
Дом цветов

В 12:00 8 мая после почётного караула, состоявшего из членов Президиума СФРЮ и Президиума ЦК СКЮ, гроб с телом Иосипа Броза Тито понесли 8 адмиралов и генералов ЮНА. Стеван Дороньский выступил с речью в память о Тито, после чего колонна двинулась по улице князя Милоша и бульвару Октябрьской революции вплоть до Музея 25 мая. Последнюю речь произнёс Лазар Колишевский перед Домом цветов и трибунами, предназначенными для иностранных государственных деятелей. Под звуки «Интернационала» после 15:00 гроб ввезли в Дом цветов. Телевидение не показало момент, когда гроб опускали в землю, поэтому некоторые люди сомневались, а действительно ли был похоронен Иосип Броз Тито. Вопросы вызвал также и тот факт, что на гробе не была изображена красная пятиконечная звезда.
В течение следующих 10 лет каждый год, 4 мая в 15:05 по всей Югославии включались сирены в память о дне смерти Тито. Объявлялась тем самым минута молчания.

### Присутствовавшие на похоронах

Государства, отправившие официальные делегации
Государства, отправившие делегации только от своих партий
Государства, не отправившие делегации

124 иностранные делегации прибыли на похороны: 38 глав государств (королей и президентов), 5 принцев, 7 вице-президентов, 6 руководителей парламента, 10 премьер-министров, 3 заместителя премьер-министров, 12 министров иностранных дел, 20 членов правительств и 21 государственный деятель, а также руководители коммунистических и социалистических партий. На похоронах были:
- Леонид Ильич Брежнев, председатель Президиума Верховного Совета СССР, генеральный секретарь ЦК КПСС;
- Андрей Андреевич Громыко, министр иностранных дел СССР;
- Уолтер Мондейл, вице-президент США;
- Лилиан Картер, мать президента США Джимми Картера;
- Аверелл Гарриман, специальный представитель США в Великобритании и СССР в годы Второй мировой войны;
- Хуа Гофэн, премьер Государственного совета Китайской Народной Республики;
- Цзи Пэнфэй, генеральный секретарь Государственного совета Китайской Народной Республики;
- Курт Вальдхайм, генеральный секретарь ООН;
- Индира Ганди, премьер-министр Индии;
- Анвар Садат, президент Египта;
- Тодор Христов Живков, генеральный секретарь ЦК Болгарской коммунистической партии и председатель Государственного совета Народной Республики Болгарии;
- Янош Кадар, генеральный секретарь ЦК Венгерской социалистической рабочей партии;
- Густав Гусак, президент Чехословацкой Социалистической Республики;
- Войцех Ярузельский, министр национальной обороны Польской Народной Республики;
- Эдвард Герек, первый секретарь ЦК Польской объединённой рабочей партии;
- Кеннет Каунда, президент Замбии;
- Сандро Пертини, президент Италии;
- Франческо Коссига, премьер-министр Италии;
- Ким Ир Сен, президент КНДР, генеральный секретарь ЦК Трудовой партии Кореи;
- Маргарет Тэтчер, премьер-министр Великобритании;
- Филипп, герцог Эдинбургский, супруг королевы Елизаветы II;
- Питер Карингтон, министр иностранных дел Великобритании, 6-й барон Каррингтон;
- Фицрой Маклин, генерал-майор Вооружённых сил Великобритании, друг Иосипа Броза Тито и глава британской военной миссии на Балканах;
- Уильям Дикин, историк, автор трудов по истории Социалистической Югославии;
- Эрих Хонеккер, председатель Государственного Совета Германской Демократической Республики и генеральный секретарь ЦК Социалистической единой партии Германии;
- Муаммар Каддафи, лидер ливийской революции;
- Хусейн ибн Талал, король Иордании;
- Саддам Хусейн, президент Ирака;
- Николае Чаушеску, президент Румынии и генеральный секретарь ЦК Румынской коммунистической партии;
- Гельмут Шмидт, канцлер ФРГ;
- Карл Карстенс, президент ФРГ;
- Ганс-Дитрих Геншер, министр иностранных дел ФРГ;
- Ахмед Секу Туре, президент Гвинеи;
- Эндрю Пикок, министр иностранных дел Австралии;
- Роберт Мугабе, премьер-министр Зимбабве;
- Масаёси Охира, премьер-министр Японии;
- Рудольф Кирхшлегер, президент Австрии;
- Бруно Крайский, канцлер Австрии;
- Шадли Бенджедид, президент Алжира;
- Рабах Битат, исполнявший обязанности президента Алжира до прихода к власти Бенджедида;
- Султан Али Кештманд, заместитель премьер-министра Афганистана;
- Жан, великий герцог Люксембурга;
- Раймон Барр, премьер-министр Франции;
- Жан Франсуа-Понсе, министр иностранных дел Франции;
- Хенрик, принц-консорт Датский, муж королевы Маргрете II;
- Бирендра, король Непала;
- Улаф V, король Норвегии;
- Урхо Кекконен, президент Финляндии;
- Мухаммед Зия-уль-Хак, президент Пакистана;
- Хафез Асад, президент Сирии;
- Адольфо Суарес, премьер-министр Испании;
- Бодуэн I, король Бельгии;
- Карл XVI Густав, король Швеции;
- Акилле Сильвестрини, секретарь Совета по общим делам Римской курии.